# Fondo Nacional Judío

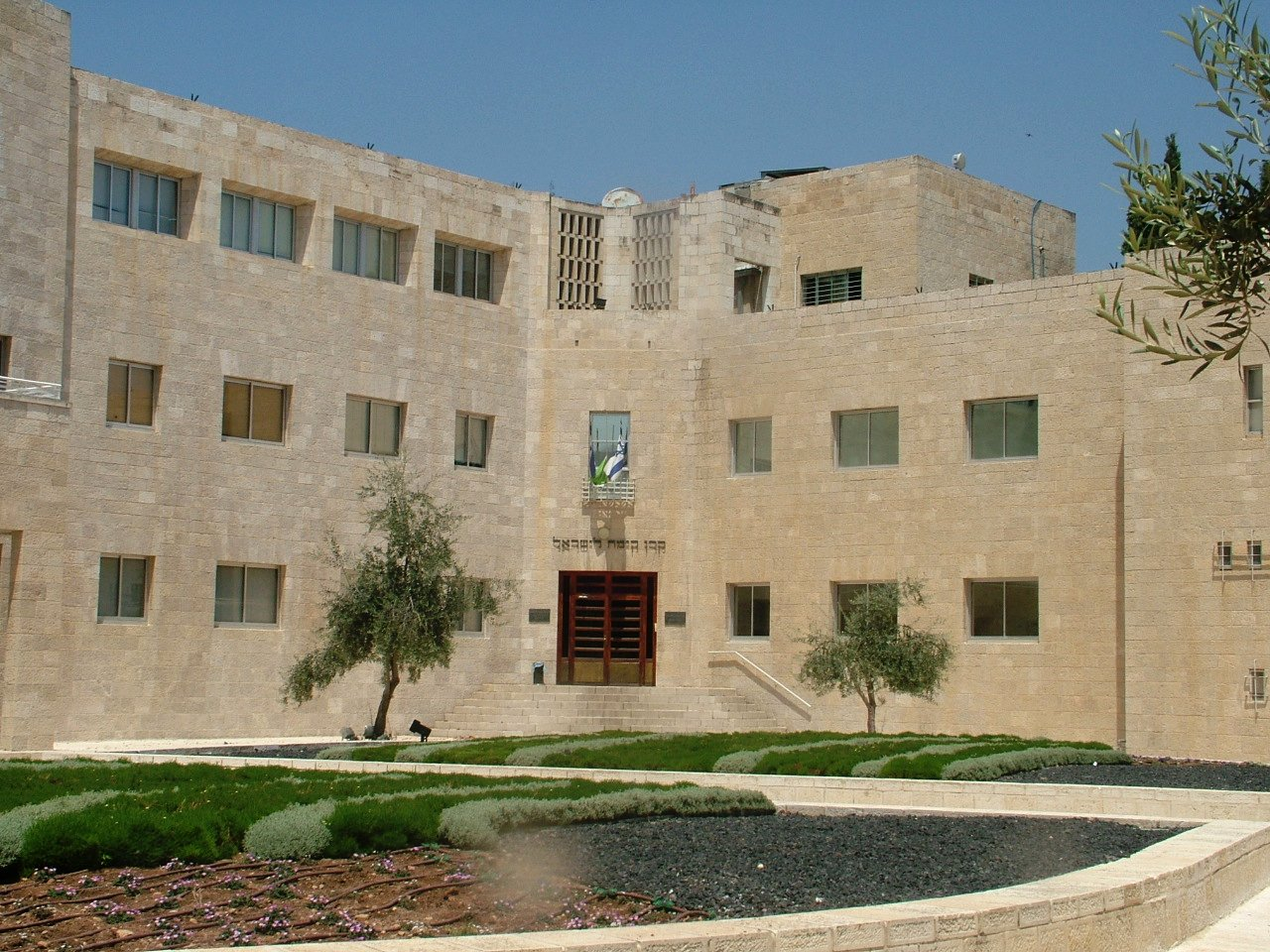
Sede del Fondo Nacional Judío en Jerusalén

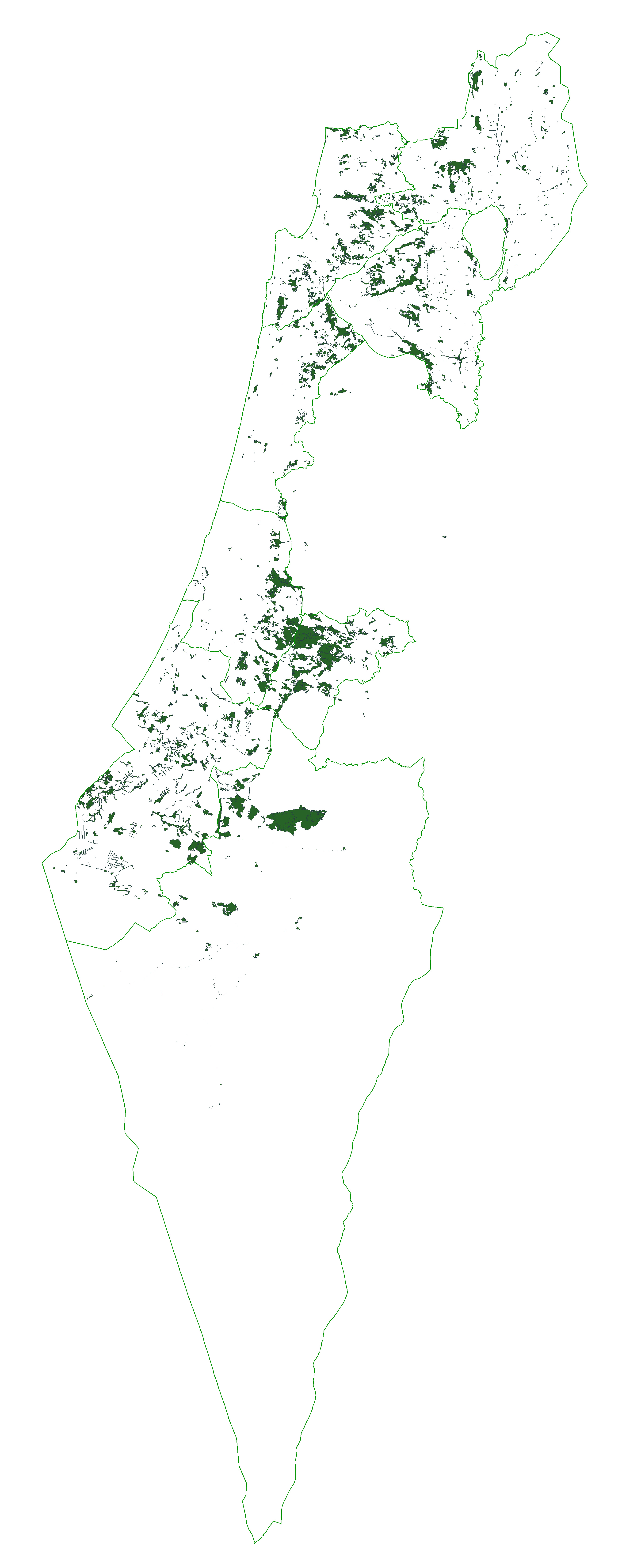
Mapa de los bosques plantados en Israel por el Fondo Nacional Judío

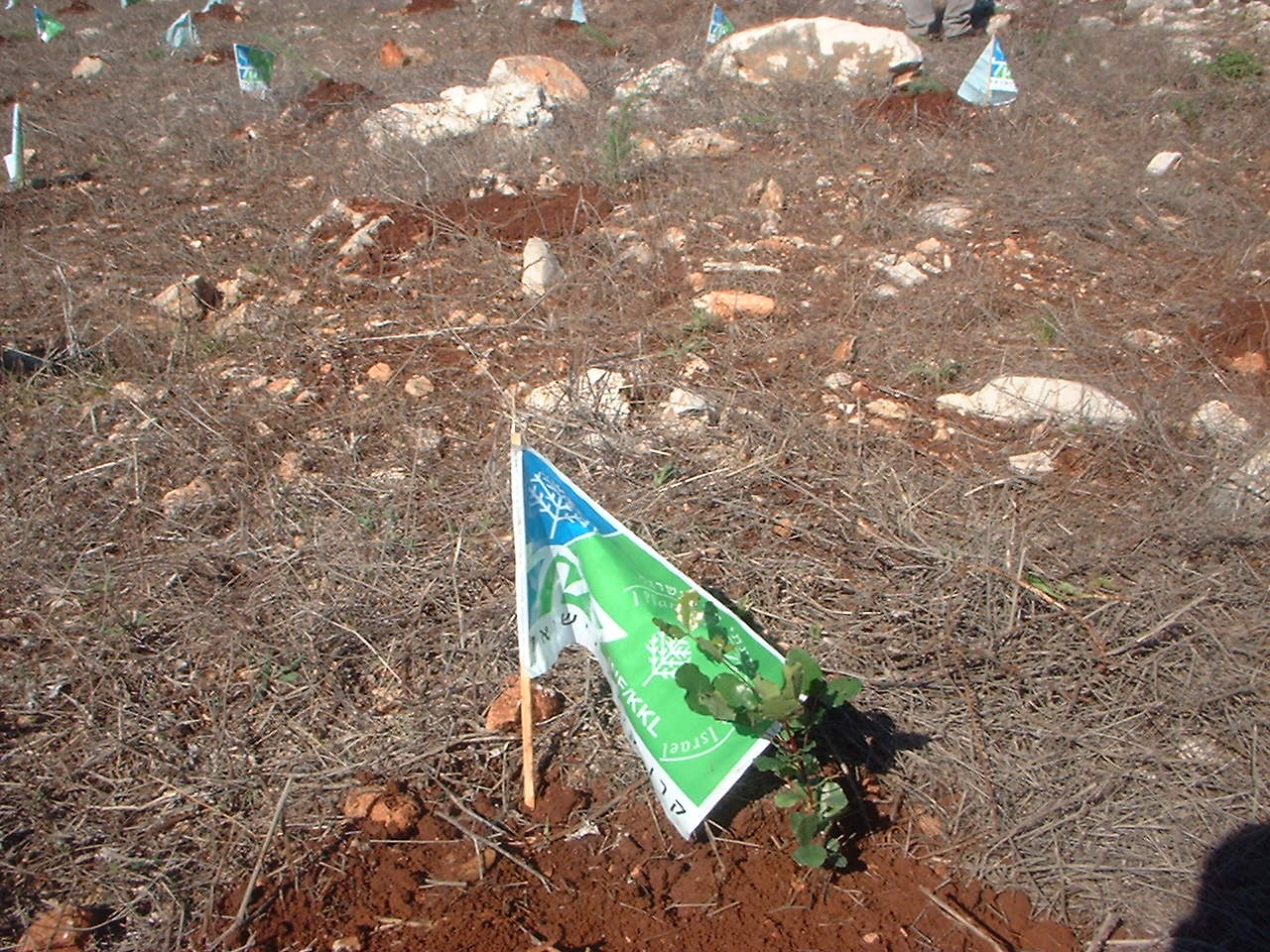
Nuevo árbol plantado en Israel por el Fondo Nacional Judío

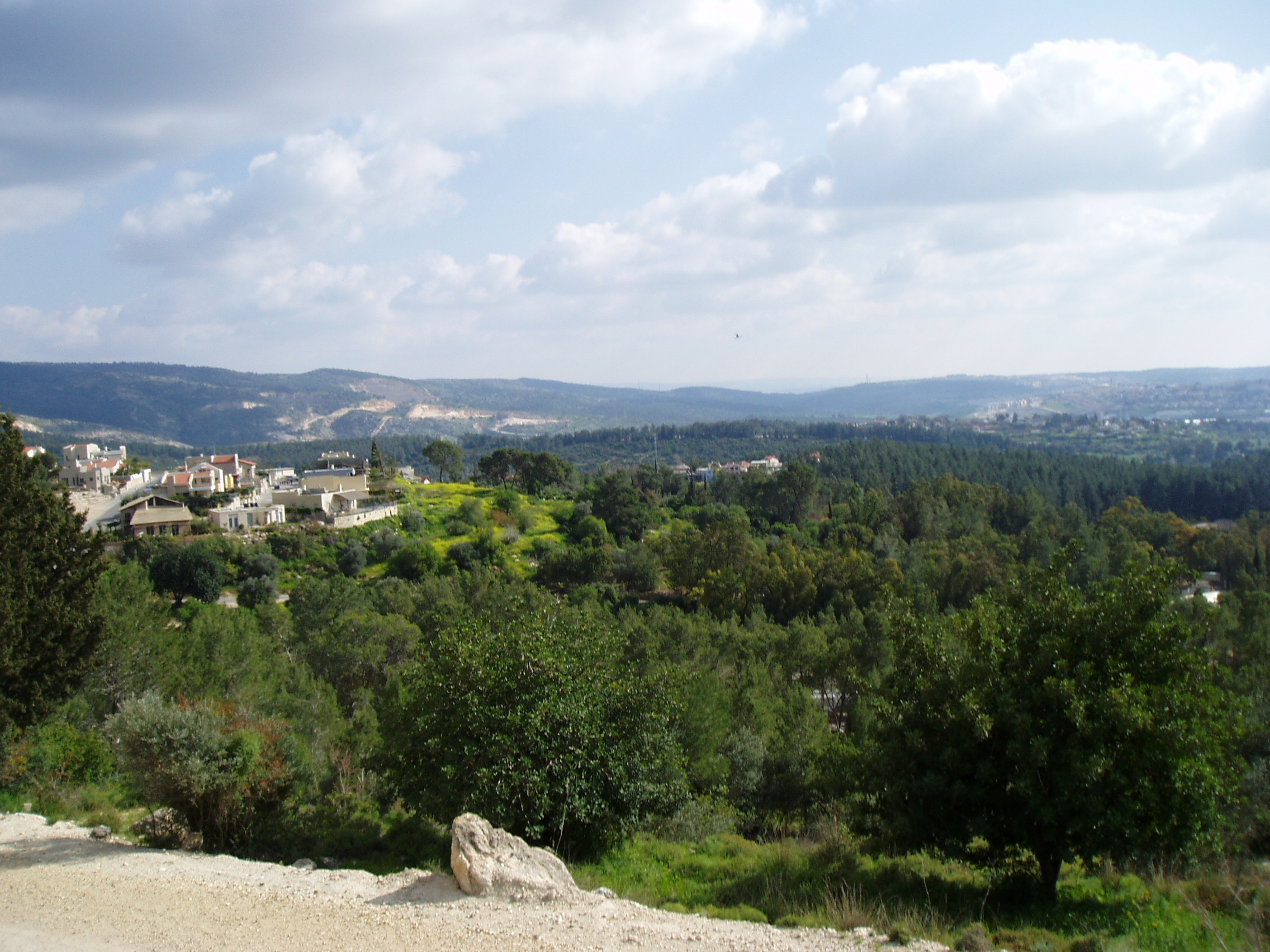
Bosque de Eshtaol, uno de los muchos bosques plantados por el Fondo Nacional Judío

El Fondo Nacional Judío (en hebreo: קרן קיימת לישראל) (transliteración: Keren Kayemet LeIsrael) (KKL) es una fundación sin fines de lucro que posee y gestiona varios centenares de millares de hectáreas de tierras en el estado de Israel. Esta fundación fue creada en el año 1901 en Basilea (Suiza) para actuar como un fondo económico del movimiento sionista destinado a la adquisición de tierras en la Siria otomana (luego Mandato británico de Palestina, luego Estado de Israel y Estado de Palestina) para asentamientos judíos.Desde su creación, la KKL ha plantado más de 240 millones de árboles en Israel. También ha construido 180 presas y embalses, urbanizado 1000 km² de terreno y creado más de 1000 parques.En 2002, el KKL recibió el Premio Israel por los logros de toda una vida y su especial contribución a la sociedad y al Estado de Israel.
La organización T'ruah ha expresado su preocupación por la falta de transparencia del KKL respecto al destino de sus fondos y por la posibilidad de que la organización esté subvencionando proyectos en asentamientos de Cisjordania, ilegales según el derecho internacional. El director ejecutivo de la organización reconoció posteriormente que la KKL financia proyectos en las colonias. Una revisión de su declaración de impuestos de 2014 llevó al rabino Jill Jacobs de T'ruah a estimar que alrededor de 600.000 dólares de los 27,2 millones de dólares en subvenciones de filial de la organización en EE. UU. se destinaron a apoyar los asentamientos. En 2021, la KKL anunció que cambiaría su política y subvencionaría abiertamente los asentamientos israelíes en Cisjordania. Sin embargo, la necesaria votación de la junta se retrasó indefinidamente en abril tras la oposición de miembros y simpatizantes en el extranjero.
Los legisladores israelíes han intentado, sin éxito, permitir que el Interventor del Estado examine los libros contables de la organización para determinar si los fondos del grupo se gastaban adecuadamente. El hecho de que las tierras que el Fondo Nacional Judío posee en Israel solo estén disponibles para judíos y no para el resto de israelíes de otras etnias ha sido citado por diversas personalidades, como el exministro israelí Yossi Paritzky, el juez del tribunal supremo Aharon Barak o la ONG Adalah, como una causa de discriminación en el Estado de Israel cuando no, directamente, como una de las muchas vertientes del apartheid israelí. En agosto de 2024, Canadá retiró al Fondo Nacional Judío su exención de impuestos como organización sin ánimo de lucro citando como motivo los proyectos de esta asociación para ampliar y mejorar bases militares israelíes, dado que la ley canadiense prohíbe que las organizaciones sin ánimo de lucro apoyen a ejércitos extranjeros.